# بخش خنرال سن مارتین (کوردوبا)
بخش خنرال سن مارتین (به اسپانیایی: Departamento General San Martín) یک منطقهٔ مسکونی در آرژانتین است که در استان کوردوبا، آرژانتین واقع شده‌است. بخش خنرال سن مارتین ۵٬۰۰۶ کیلومتر مربع مساحت و ۱۱۶٬۱۰۷ نفر جمعیت دارد.